# Streaming-Protokoll
Als Streaming-Protokoll bezeichnet man spezielle Protokolle für die Übertragung von Streaming-Media-Daten über ein Netzwerk.
Bei der Streaming-Produktion wird eine bereits digitalisierte Audio- oder Videodatei mittels eines Encoders in ein Streaming-Format umgewandelt (konvertiert).
Spezielle Protokolle sind nur für das Live-Streaming erforderlich; für das On-Demand-Streaming reichen die konventionellen Protokolle zum Dateitransfer meist aus. Aufgrund der besseren Performance nutzen Streaming-Protokolle meist das User Datagram Protocol (UDP) zum Transport; ggf. können aber auch andere routingfähige Protokolle wie TCP, CLNP oder IPX genutzt werden.
Es gibt aber auch speziell für Streaming entwickelte Transportprotokolle wie SCTP oder DCCP.
Die wichtigste Anforderung an Streaming-Protokolle ist die Fehlertoleranz; bei einer schlechten Verbindung müssen mindestens fünf Prozent Verluste an Datenpaketen unhörbar und etwa zehn Prozent Verlust akzeptabel ausgeglichen werden.

## Wichtige Streaming-Protokolle
- On-Demand-Streaming:
  - Hypertext Transfer Protocol (HTTP)
  - File Transfer Protocol (FTP)
- Live-Streaming:
  - Real-Time Transport Protocol (RTP)
  - RealTime Control Protocol (RTCP)
  - Real-Time Streaming Protocol (RTSP)
  - Real Time Messaging Protocol (RTMP)
  - Secure Reliable Transport (SRT)
  - HLS
  - WebRTC
- IP-Telefonie:
  - H.323, H.310, H.320, H.321, H.322, H.324
  - G.711, G.722, G.728, G.729, G.723
  - T.120
  - V.70
- Multicasting:
  - Scalable Reliable File Distribution Protocol (SRFDP)
  - Scalable Reliable Real-time Transport Protocol (SRRTP)
  - Border Gateway Multicast Protocol (BGMP)
- Session Discovery: 
  - Zeroconf bzw. Bonjour (früher Rendezvous)
  - Session Announcement Protocol (SAP)
  - SLP
- Session Description: 
  - Digital Media Access Protocol (DMAP)
    - Digital Audio Access Protocol (DAAP), siehe auch iTunes
    - Digital Photo Access Protocol (DPAP), siehe auch iPhoto

  - RTSL
  - Session Description Protocol (SDP)
- Sonstige beim Streaming genutzte Protokolle:
  - Internet Protocol (IP)
  - Transmission Control Protocol (TCP)
  - User Datagram Protocol (UDP)
  - Stream Control Transmission Protocol (SCTP)
  - Datagram Congestion Control Protocol (DCCP)
  - Internet Group Management Protocol (IGMP)
  - Microsoft Media Server Protocol (MMS)
  - Remote Desktop Protocol (RDP)